# Isòton
En química, els isòtons són núclids que tenen el mateix nombre de neutrons però difereixen en el nombre atòmic (nombre de protons) i, per tant, diferent nombre màssic.
El Bor i el Carboni presenten tots dos 6 neutrons sent:
- Bor: nombre atòmic (Z)=5 i nombre màssic (A)=11 conté 5 protons i 6 neutrons
- Carboni: Z=6 e A=12 conté 6 protons i 6 neutrons

Exemples:
- Isòtons amb nombre de neutrons igual a 1 : ³He i ²H.
- Isòtons amb nombre de neutrons igual a 7 : 13C, ¹⁴N, 12B.
- Els següents nuclis contenen 20 neutrons cada un 36S, 37Cl, 38Ar, 39K, 40Ca.

Les propietats entre els àtoms d'elements químics diferents que presenten el mateix nombre de neutrons s'anomena isotonia.